# Antoine Battut
Pour les articles homonymes, voir Battut.

a Compétitions nationales et continentales officielles uniquement.

b Matchs officiels uniquement.
Dernière mise à jour le 16 juin 2020.
Antoine Battut, né le 1er janvier 1984 à Toulouse, est un joueur français de rugby à XV. Il joue au poste de troisième ligne.

## Biographie
Antoine Battut commence le rugby à l'Union sportive caussadaise puis rejoint en 1998 l'US Montauban. En 2001, il signe au Stade toulousain où il poursuit sa formation. Il s'engage en 2006 au FC Auch et parallèlement à sa carrière de joueur, il devient diplômé de l'INSA Toulouse en 2007.
Après son titre de champion de France de Pro D2 2008 avec le FC Auch, il signe à l'US Montauban, son club formateur, pour évoluer en Top 14. Il y joue deux saisons très régulièrement comme titulaire, aussi bien en championnat qu'en coupe d'Europe. Cela lui vaut d'être sélectionné avec l'équipe de France A pour la tournée aux États-Unis en 2010. Il y inscrira deux essais contre l'Uruguay et joue contre les États-Unis et le Canada.

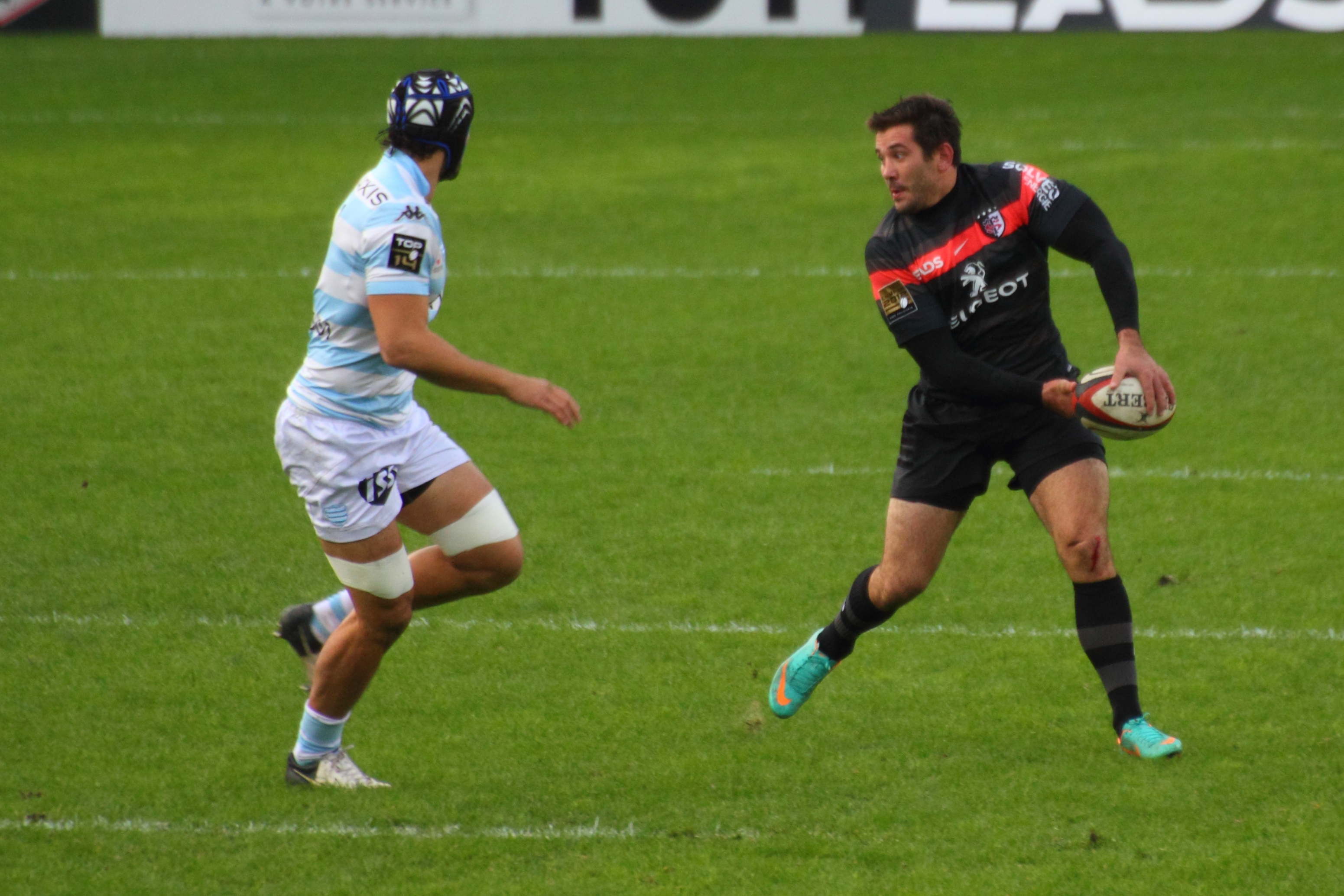
Antoine Battut, à gauche avec le maillot du Racing Métro 92, défend face au toulousain Florian Fritz en 2012.

Après 4 années passées au sein de l'effectif du Racing Métro 92, Antoine Battut signe en 2014 au Montpellier Hérault Rugby. À la fin de la saison 2016-2017, alors qu'il est encore sous contrat avec le Montpellier Hérault rugby, le président Mohed Altrad lui signifie qu'il ne sera pas conservé dans l'effectif la saison suivante.
En contact avec l'aviron bayonnais, relégué en Pro D2, il y signe un contrat de deux ans le 8 septembre 2017. A Bayonne, il retrouve Pierre Berbizier qu’il a côtoyé au Racing Métro 92.
Sur la Côte basque, il renoue avec le plaisir, après une grave blessure et son licenciement du MHR. Il est rapidement nommé capitaine et remporte le titre de champion de France de Pro D2 en 2019. Le troisième ligne retrouve le Top 14. Il se blesse à Toulouse le 1er décembre et met un terme à sa carrière après l'interruption de la saison. Il intègre l'encadrement de l'Aviron bayonnais en tant que consultant pour la touche,.
Du 6 octobre 2014 au 7 janvier 2019, il est vice-président de Provale, le syndicat national des joueurs de rugby.
En novembre 2023, il rejoint l'encadrement du Montpellier Hérault rugby, toujours dirigé par Mohed Altrad, pour entraîner la touche héraultaise. Alors qu'il est initialement recruté pour épauler Richard Cockerill et Jean-Baptiste Élissalde, ces derniers sont limogés quelques jours après par le nouveau directeur du rugby Bernard Laporte. Il travaille finalement avec Patrice Collazo, Christian Labit et Vincent Etcheto. Ils parviennent à sauver le club de la relégation mais les dirigeants décident de renouveler une nouvelle fois le staff. Antoine Battut est conservé pour épauler le nouvel encadrement composé de jeunes entraîneurs et dirigés par Joan Caudullo.

## Palmarès

### En club
- FC Auch
  - Vainqueur du Champion de France de 2e division en 2007.

- Aviron bayonnais
  - Vainqueur du Champion de France de 2e division en en 2019

### En équipe nationale
- International universitaire 
  - 2005 : 1 sélection (Angleterre U).
  - 2006 : 1 sélection, 1 essai (Espagne).
- International de rugby à 7
- International France A